# جون برينت
جون برينت (بالإنجليزية: John Brent)‏ هو شاعر وممثل أمريكي، ولد في 14 مارس 1938 في الولايات المتحدة، وتوفي في 16 أغسطس 1985 بلوس أنجلوس في الولايات المتحدة.

## وصلات خارجية
- جون برينت على موقع IMDb (الإنجليزية)
- جون برينت على موقع ميوزك برينز (الإنجليزية)
- جون برينت على موقع ديسكوغز (الإنجليزية)
- جون برينت على موقع قاعدة بيانات الفيلم (الإنجليزية)